# Golden Globe-díj a legjobb férfi főszereplőnek – filmdráma
A Golden Globe-díj a legjobb férfi főszereplőnek filmdráma kategóriában volt az első díj, amit a Hollywoodi Külföldi Tudósítók Szövetsége kiválasztott a kategóriák közül 1951-ben. Eredetileg csak egy díj létezett "legjobb színész" néven, de később különválasztották a dráma és a vígjáték kategóriában teljesítő színészek díjazását. 2005-től a díj hivatalos neve: "Best Performance by an Actor in a Motion Picture-Drama".
A legtöbb, három-három győzelmet Tom Hanks és Jack Nicholson aratta. Al Pacinót tíz, Leonardo DiCapriót és Denzel Washingtont kilenc-kilenc alkalommal jelölték a díjra.

## Győztesek és jelöltek
Az "Év" oszlopban szereplő évszám az értékelt filmek bemutatási évére utal. A zárójelben megadott díjátadót – ahol ezen filmek férfi főszereplői közül győztest hirdettek – a következő évben tartották meg.

### 1940-es évek
1949-ig a szövetség csak nyerteseket hirdetett ki. A dráma kategória csak 1951-től lett megkülönböztetve. A jelöltek listáját véglegesen 1957-től tették nyilvánossá évente.
| Év             | Színész                               | Színész         | Szerep                 | Magyar cím         | Eredeti cím        |
| 1943 (1. gála) |                                       |                 |                        |                    |                    |
| -------------- | ------------------------------------- | --------------- | ---------------------- | ------------------ | ------------------ |
| 1943 (1. gála) |                                       | Lukács Pál      | Kurt Muller            | Őrség a Rajnán     | Watch on the Rhine |
| 1944 (2. gála) |                                       |                 |                        |                    |                    |
|                | Alexander Knox                        | Woodrow Wilson  | Wilson                 | Wilson             |                    |
| 1945 (3. gála) |                                       |                 |                        |                    |                    |
|                | Ray Milland                           | Don Birnam      | Férfiszenvedély        | The Lost Weekend   |                    |
| 1946 (4. gála) |                                       |                 |                        |                    |                    |
|                | Gregory Peck                          | Penny Baxter    | Az őzgida              | The Yearling       |                    |
| 1947 (5. gála) |                                       |                 |                        |                    |                    |
|                | Ronald Colman                         | Anthony John    | Kettős élet            | A Double Life      |                    |
| 1948 (6. gála) |                                       |                 |                        |                    |                    |
|                | Laurence Olivier                      | Hamlet          | Hamlet                 | Hamlet             |                    |
| 1949 (7. gála) |                                       |                 |                        |                    |                    |
|                | Broderick Crawford                    | Willie Stark    | A király összes embere | All the King's Men |                    |
| Richard Todd   | Lachlan "Lachie" MacLachlan közlegény | Tüske a szívben | The Hasty Heart        |                    |                    |

### 1950-es évek
A jelöltek listáját hivatalosan 1957-től közlik évente.
| Év                 | Színész                     | Színész                      | Szerep                         | Magyar cím                   | Eredeti cím        |
| 1950 (8. gála)     |                             |                              |                                |                              |                    |
| ------------------ | --------------------------- | ---------------------------- | ------------------------------ | ---------------------------- | ------------------ |
| 1950 (8. gála)     |                             | José Ferrer                  | Cyrano de Bergerac             | Cyrano de Bergerac           | Cyrano de Bergerac |
| 1950 (8. gála)     | Louis Calhern               | Oliver Wendell Holmes Jr.    |                                | The Magnificent Yankee       |                    |
| 1950 (8. gála)     | James Stewart               | Elwood P. Dowd               | Barátom, Harvey                | Harvey                       |                    |
| 1951 (9. gála)     |                             |                              |                                |                              |                    |
|                    | Fredric March               | Willy Loman                  | Az ügynök halála               | Death of a Salesman          |                    |
| Kirk Douglas       | James McLeod nyomozó        | Detektívtörténet             | Detective Story                |                              |                    |
| Arthur Kennedy     | Larry Nevins                |                              | Bright Victory                 |                              |                    |
| 1952 (10. gála)    |                             |                              |                                |                              |                    |
|                    | Gary Cooper                 | Marshal Will Kane            | Délidő                         | High Noon                    |                    |
| Charles Boyer      | Jacques Bonnard             |                              | The Happy Time                 |                              |                    |
| Ray Milland        | Allan Fields                |                              | The Thief                      |                              |                    |
| 1953 (11. gála)    |                             |                              |                                |                              |                    |
|                    | Spencer Tracy               | Clinton Jones                | A színésznő                    | The Actress                  |                    |
| 1954 (12. gála)    |                             |                              |                                |                              |                    |
|                    | Marlon Brando               | Terry Malloy                 | A rakparton                    | On the Waterfront            |                    |
| 1955 (13. gála)    |                             |                              |                                |                              |                    |
|                    | Ernest Borgnine             | Marty Piletti                | Marty                          | Marty                        |                    |
| 1956 (14. gála)    |                             |                              |                                |                              |                    |
|                    | Kirk Douglas                | Vincent van Gogh             | A nap szerelmese               | Lust for Life                |                    |
| Gary Cooper        | Jess Birdwell               | Szemben az erőszakkal        | Friendly Persuasion            |                              |                    |
| Charlton Heston    | Mózes                       | Tízparancsolat               | The Ten Commandments           |                              |                    |
| Burt Lancaster     | Bill Starbuck               | Az esőcsináló                | The Rainmaker                  |                              |                    |
| Karl Malden        | Archie Lee Meighan          | Babuci                       | Baby Doll                      |                              |                    |
| 1957 (15. gála)    |                             |                              |                                |                              |                    |
|                    | Alec Guinness               | Nicholson ezredes            | Híd a Kwai folyón              | The Bridge on the River Kwai |                    |
| Marlon Brando      | Lloyd "Ace" Gruver őrmester | Szajonara                    | Sayonara                       |                              |                    |
| Henry Fonda        | 8. esküdt                   | Tizenkét dühös ember         | 12 Angry Men                   |                              |                    |
| Anthony Franciosa  | Polo Pope                   |                              | A Hatful of Rain               |                              |                    |
| Charles Laughton   | Sir Wilfrid Robarts         | A vád tanúja                 | Witness for the Prosecution    |                              |                    |
| 1958 (16. gála)    |                             |                              |                                |                              |                    |
|                    | David Niven                 | Pollock őrnagy               | Külön asztalok                 | Separate Tables              |                    |
| Tony Curtis        | John "Joker" Jackson        | A megbilincseltek            | The Defiant Ones               |                              |                    |
| Sidney Poitier     | Noah Cullen                 | A megbilincseltek            | The Defiant Ones               |                              |                    |
| Robert Donat       | The Mandarin of Yang Cheng  | A Hatodik Boldogság fogadója | The Inn of the Sixth Happiness |                              |                    |
| Spencer Tracy      | Santiago                    | Az öreg halász és a tenger   | The Old Man and the Sea        |                              |                    |
| 1959 (17. gála)    |                             |                              |                                |                              |                    |
|                    | Anthony Franciosa           | Sam Lawson                   | Karrier                        | Career                       |                    |
| Richard Burton     | Jimmy Porter                | Dühöngő ifjúság              | Look Back in Anger             |                              |                    |
| Charlton Heston    | Judah Ben-Hur               | Ben-Hur                      | Ben-Hur                        |                              |                    |
| Fredric March      | Jerry Kingsley              | Az utolsó szerelem           | Middle of the Night            |                              |                    |
| Joseph Schildkraut | Otto Frank                  | Anne Frank naplója           | The Diary of Anne Frank        |                              |                    |

### 1960-as évek
| Év                   | Színész                  | Színész                         | Szerep                                    | Magyar cím               | Eredeti cím  |
| 1960 (18. gála)      |                          |                                 |                                           |                          |              |
| -------------------- | ------------------------ | ------------------------------- | ----------------------------------------- | ------------------------ | ------------ |
| 1960 (18. gála)      |                          | Burt Lancaster                  | Elmer Gantry                              | Elmer Gantry             | Elmer Gantry |
| 1960 (18. gála)      | Trevor Howard            | Walter Morel                    |                                           | Sons and Lovers          |              |
| 1960 (18. gála)      | Dean Stockwell           | Paul Morel                      |                                           | Sons and Lovers          |              |
| 1960 (18. gála)      | Laurence Olivier         | Crassus                         | Spartacus                                 | Spartacus                |              |
| 1960 (18. gála)      | Spencer Tracy            | Henry Drummond                  | Aki szelet vet                            | Inherit the Wind         |              |
| 1961 (19. gála)      |                          |                                 |                                           |                          |              |
|                      | Maximilian Schell        | Hans Rolfe                      | Ítélet Nürnbergben                        | Judgment at Nuremberg    |              |
| Warren Beatty        | Bud Stamper              | Ragyogás a fűben                | Splendor in the Grass                     |                          |              |
| Maurice Chevalier    | Pannisse                 | Fanny                           | Fanny                                     |                          |              |
| Paul Newman          | Fast Eddie Felson        | A svindler                      | The Hustler                               |                          |              |
| Sidney Poitier       | Walter Lee Younger       | A napfény nem eladó             | A Raisin in the Sun                       |                          |              |
| 1962 (20. gála)      |                          |                                 |                                           |                          |              |
|                      | Gregory Peck             | Atticus Finch                   | Ne bántsátok a feketerigót!               | To Kill a Mockingbird    |              |
| Bobby Darin          | páciens                  | Nyomás alatt                    | Pressure Point                            |                          |              |
| Jackie Gleason       | Gigot                    | Gigot                           | Gigot                                     |                          |              |
| Laurence Harvey      | Wilhelm Grimm            | Igaz mese a Grimm testvérekről  | The Wonderful World of the Brothers Grimm |                          |              |
| Burt Lancaster       | Robert Franklin Stroud   | Az alcatrazi madárember         | Birdman of Alcatraz                       |                          |              |
| Jack Lemmon          | Joe Clay                 | Míg tart a bor és friss a rózsa | Days of Wine and Roses                    |                          |              |
| James Mason          | Humbert Humbert          | Lolita                          | Lolita                                    |                          |              |
| Paul Newman          | Chance Wayne             | Az ifjúság édes madara          | Sweet Bird of Youth                       |                          |              |
| Peter O’Toole        | T. E. Lawrence           | Arábiai Lawrence                | Lawrence of Arabia                        |                          |              |
| Anthony Quinn        | Auda Abu Tayi            | Arábiai Lawrence                | Lawrence of Arabia                        |                          |              |
| 1963 (21. gála)      |                          |                                 |                                           |                          |              |
|                      | Sidney Poitier           | Homer Smith                     | Nézzétek a mező liliomait!                | Lilies of the Field      |              |
| Marlon Brando        | Harrison Carter MacWhite | A csúnya amerikai               | The Ugly American                         |                          |              |
| Sztáthisz Giallelísz | Stavros Topouzoglou      | Amerika, Amerika                | America America                           |                          |              |
| Rex Harrison         | Julius Caesar            | Kleopátra                       | Cleopatra                                 |                          |              |
| Steve McQueen        | Rocky Papasano           | Szerelem a megfelelő idegennel  | Love with the Proper Stranger             |                          |              |
| Paul Newman          | Hud Bannon               | Hud                             | Hud                                       |                          |              |
| Gregory Peck         | Josiah Newman százados   |                                 | Captain Newman, M.D.                      |                          |              |
| Tom Tyron            | Stephen Fermoyle         | A kardinális                    | The Cardinal                              |                          |              |
| 1964 (22. gála)      |                          |                                 |                                           |                          |              |
|                      | Peter O’Toole            | II. Henrik király               | Becket                                    | Becket                   |              |
| Richard Burton       | Thomas Becket            | Becket                          | Becket                                    |                          |              |
| Anthony Franciosa    | Juan Luis Rodriguez      |                                 | Rio Conchos                               |                          |              |
| Fredric March        | Lyman elnök              | Hét májusi nap                  | Seven Days in May                         |                          |              |
| Anthony Quinn        | Alexis Zorba             | Zorba, a görög                  | Zorba the Greek                           |                          |              |
| 1965 (23. gála)      |                          |                                 |                                           |                          |              |
|                      | Omar Sharif              | Zsivágó doktor                  | Doktor Zsivágó                            | Doctor Zhivago           |              |
| Rex Harrison         | II. Gyula pápa           | Agónia és extázis               | The Agony and the Ecstasy                 |                          |              |
| Sidney Poitier       | Gordon Ralfe             | Fekete-fehér                    | A Patch of Blue                           |                          |              |
| Rod Steiger          | Sol Nazerman             | A zálogos                       | The Pawnbroker                            |                          |              |
| Oskar Werner         | Willie Schumann          | Bolondok hajója                 | Ship of Fools                             |                          |              |
| 1966 (24. gála)      |                          |                                 |                                           |                          |              |
|                      | Paul Scofield            | Morus Tamás                     | Egy ember az örökkévalóságnak             | A Man for All Seasons    |              |
| Richard Burton       | George                   | Nem félünk a farkastól          | Who's Afraid of Virginia Woolf?           |                          |              |
| Michael Caine        | Alfie                    | Alfie – Szívtelen szívtipró     | Alfie                                     |                          |              |
| Steve McQueen        | Jake Holman              | Homokkavicsok                   | The Sand Pebbles                          |                          |              |
| Max von Sydow        | Abner Hale tiszteletes   | Hawaii                          | Hawaii                                    |                          |              |
| 1967 (25. gála)      |                          |                                 |                                           |                          |              |
|                      | Rod Steiger              | Bill Gillespie rendőrfőnök      | Forró éjszakában                          | In the Heat of the Night |              |
| Alan Bates           | Gabriel Oak              | Távol a tébolyult tömegtől      | Far from the Madding Crowd                |                          |              |
| Warren Beatty        | Clyde Barrow             | Bonnie és Clyde                 | Bonnie és Clyde                           |                          |              |
| Paul Newman          | Lucas "Luke" Jackson     | Bilincs és mosoly               | Cool Hand Luke                            |                          |              |
| Sidney Poitier       | Virgil Tibbs nyomozó     | Forró éjszakában                | In the Heat of the Night                  |                          |              |
| Spencer Tracy        | Matt Drayton             | Találd ki, ki jön vacsorára!    | Guess Who's Coming to Dinner              |                          |              |
| 1968 (26. gála)      |                          |                                 |                                           |                          |              |
|                      | Peter O’Toole            | II. Henrik király               | Az oroszlán télen                         | The Lion in Winter       |              |
| Alan Arkin           | John Singer              | Magányos vadász a szív          | The Heart Is a Lonely Hunter              |                          |              |
| Alan Bates           | Yakov Bok                | Az ezermester                   | The Fixer                                 |                          |              |
| Tony Curtis          | Albert DeSalvo           | A bostoni fojtogató             | The Boston Strangler                      |                          |              |
| Cliff Robertson      | Charlie Gordon           | Charly – Virágot Algernonnak    | Charly                                    |                          |              |
| 1969 (27. gála)      |                          |                                 |                                           |                          |              |
|                      | John Wayne               | Rooster Cogburn                 | A félszemű seriff                         | True Grit                |              |
| Alan Arkin           | Abraham "Popi" Rodriguez | Papi                            | Popi                                      |                          |              |
| Richard Burton       | VIII. Henrik király      | Anna ezer napja                 | Anne of the Thousand Days                 |                          |              |
| Dustin Hoffman       | Enrico "Ratso" Rizzo     | Éjféli cowboy                   | Midnight Cowboy                           |                          |              |
| Jon Voight           | Joe Buck                 | Éjféli cowboy                   | Midnight Cowboy                           |                          |              |

### 1970-es évek
| Év                   | Színész                      | Színész                       | Szerep                       | Magyar cím                      | Eredeti cím |
| 1970 (28. gála)      |                              |                               |                              |                                 |             |
| -------------------- | ---------------------------- | ----------------------------- | ---------------------------- | ------------------------------- | ----------- |
| 1970 (28. gála)      |                              | George C. Scott               | George Patton                | A tábornok                      | Patton      |
| 1970 (28. gála)      | Melvyn Douglas               | Tom Garrison                  | Sohasem énekeltem az apámnak | I Never Sang for My Father      |             |
| 1970 (28. gála)      | James Earl Jones             | Jack Jefferson                | Jefferson utolsó menete      | The Great White Hope            |             |
| 1970 (28. gála)      | Jack Nicholson               | Robert Eroica Dupea           | Öt könnyű darab              | Five Easy Pieces                |             |
| 1970 (28. gála)      | Ryan O’Neal                  | Oliver Barret IV              | Love Story                   | Love Story                      |             |
| 1971 (29. gála)      |                              |                               |                              |                                 |             |
|                      | Gene Hackman                 | Jimmy "Popeye" Doyle nyomozó  | Francia kapcsolat            | The French Connection           |             |
| Peter Finch          | Daniel Hirsh                 | Átkozott vasárnap             | Sunday Bloody Sunday         |                                 |             |
| Malcolm McDowell     | Alex DeLarge                 | Mechanikus narancs            | A Clockwork Orange           |                                 |             |
| Jack Nicholson       | Jonathan Fuerst              | Testi kapcsolatok             | Carnal Knowledge             |                                 |             |
| George C. Scott      | Dr. Herbert Bock             | A kórház                      | The Hospital                 |                                 |             |
| 1972 (30. gála)      |                              |                               |                              |                                 |             |
|                      | Marlon Brando                | Don Vito Corleone             | A Keresztapa                 | The Godfather                   |             |
| Michael Caine        | Milo Tindle                  | A mesterdetektív              | Sleuth                       |                                 |             |
| Laurence Olivier     | Andrew Wyke                  | A mesterdetektív              | Sleuth                       |                                 |             |
| Al Pacino            | Michael Corleone             | A Keresztapa                  | The Godfather                |                                 |             |
| Jon Voight           | Ed                           | Gyilkos túra                  | Deliverance                  |                                 |             |
| 1973 (31. gála)      |                              |                               |                              |                                 |             |
|                      | Al Pacino                    | Frank Serpico                 | Serpico                      | Serpico                         |             |
| Robert Blake         | John Wintergreen             | Motoros zsaru                 | Electra Glide in Blue        |                                 |             |
| Jack Lemmon          | Harry Stoner                 | Mentsük meg a Tigrist!        | Save the Tiger               |                                 |             |
| Steve McQueen        | Henri "Pillangó" Charrière   | Pillangó                      | Papillon                     |                                 |             |
| Jack Nicholson       | Billy L. "Badass" Buddusky   | Az utolsó szolgálat           | The Last Detail              |                                 |             |
| 1974 (32. gála)      |                              |                               |                              |                                 |             |
|                      | Jack Nicholson               | J. J. "Jake" Gittes           | Kínai negyed                 | Chinatown                       |             |
| James Caan           | Axel Freed                   | A szerencsejátékos            | The Gambler                  |                                 |             |
| Gene Hackman         | Harry Caul                   | Magánbeszélgetés              | The Conversation             |                                 |             |
| Dustin Hoffman       | Lenny Bruce                  | Lenny                         | Lenny                        |                                 |             |
| Al Pacino            | Michael Corleone             | A Keresztapa II.              | The Godfather Part II        |                                 |             |
| 1975 (33. gála)      |                              |                               |                              |                                 |             |
|                      | Jack Nicholson               | Randle Patrick "Mac" McMurphy | Száll a kakukk fészkére      | One Flew Over the Cuckoo's Nest |             |
| Gene Hackman         | Jimmy "Popeye" Doyle nyomozó | Francia kapcsolat 2.          | French Connection II         |                                 |             |
| Al Pacino            | Sonny Wortzik                | Kánikulai délután             | Dog Day Afternoon            |                                 |             |
| Maximilian Schell    | Arthur Goldman               | Az ember az üvegben           | The Man in the Glass Booth   |                                 |             |
| James Whitmore       | Harry S. Truman              |                               | Give 'em Hell, Harry!        |                                 |             |
| 1976 (34. gála)      |                              |                               |                              |                                 |             |
|                      | Peter Finch (posztumusz)     | Howard Beale                  | Hálózat                      | Network                         |             |
| David Carradine      | Woody Guthrie                | Dicsőségre ítélve             | Bound for Glory              |                                 |             |
| Robert De Niro       | Travis Bickle                | Taxisofőr                     | Taxi Driver                  |                                 |             |
| Dustin Hoffman       | "Babe" Levy                  | Maraton életre-halálra        | Marathon Man                 |                                 |             |
| Sylvester Stallone   | Rocky Balboa                 | Rocky                         | Rocky                        |                                 |             |
| 1977 (35. gála)      |                              |                               |                              |                                 |             |
|                      | Richard Burton               | Dr. Martin Dysart             | Equus                        | Equus                           |             |
| Marcello Mastroianni | Gabriele                     | Egy különleges nap            | A Special Day                |                                 |             |
| Al Pacino            | Bobby Deerfield              | Bobby Deerfield               | Bobby Deerfield              |                                 |             |
| Gregory Peck         | Douglas MacArthur            | MacArthur                     | MacArthur                    |                                 |             |
| Henry Winkler        | Jack Dunne                   | Hősök                         | Heroes                       |                                 |             |
| 1978 (36. gála)      |                              |                               |                              |                                 |             |
|                      | Jon Voight                   | Luke Martin                   | Hazatérés                    | Coming Home                     |             |
| Brad Davis           | Billy Hayes                  | Éjféli expressz               | Midnight Express             |                                 |             |
| Robert De Niro       | Michael Vronsky              | A szarvasvadász               | The Deer Hunter              |                                 |             |
| Anthony Hopkins      | Corky Withers / "Fats"       | A mágus                       | Magic                        |                                 |             |
| Gregory Peck         | Dr. Josef Mengele            | A brazíliai fiúk              | The Boys from Brazil         |                                 |             |
| 1979 (37. gála)      |                              |                               |                              |                                 |             |
|                      | Dustin Hoffman               | Ted Kramer                    | Kramer kontra Kramer         | Kramer vs. Kramer               |             |
| Jack Lemmon          | Jack Godell                  | Kína-szindróma                | The China Syndrome           |                                 |             |
| Al Pacino            | Arthur Kirkland              | Az igazság mindenkié          | …And Justice for All         |                                 |             |
| Jon Voight           | Billy Flynn                  | A bajnok                      | The Champ                    |                                 |             |
| James Woods          | Gregory Powell               | Hagymaföld                    | The Onion Field              |                                 |             |

### 1980-as évek
| Év                 | Színész                       | Színész                               | Szerep                     | Magyar cím                 | Eredeti cím |
| 1980 (38. gála)    |                               |                                       |                            |                            |             |
| ------------------ | ----------------------------- | ------------------------------------- | -------------------------- | -------------------------- | ----------- |
| 1980 (38. gála)    |                               | Robert De Niro                        | Jake LaMotta               | Dühöngő bika               | Raging Bull |
| 1980 (38. gála)    | John Hurt                     | John Merrick                          | Az elefántember            | The Elephant Man           |             |
| 1980 (38. gála)    | Jack Lemmon                   | Scottie Templeton                     | Tisztelgés                 | Tribute                    |             |
| 1980 (38. gála)    | Peter O’Toole                 | Eli Cross                             | A kaszkadőr                | The Stunt Man              |             |
| 1980 (38. gála)    | Donald Sutherland             | Calvin Jarrett                        | Átlagemberek               | Ordinary People            |             |
| 1981 (39. gála)    |                               |                                       |                            |                            |             |
|                    | Henry Fonda                   | Norman Thayer                         | Az aranytó                 | On Golden Pond             |             |
| Warren Beatty      | John Reed                     | Vörösök                               | Reds                       |                            |             |
| Timothy Hutton     | Brian Moreland                | Takarodó                              | Taps                       |                            |             |
| Burt Lancaster     | Lou Pascal                    | Atlantic City                         | Atlantic City              |                            |             |
| Treat Williams     | Daniel Ciello                 | A város hercege                       | Prince of the City         |                            |             |
| 1982 (40. gála)    |                               |                                       |                            |                            |             |
|                    | Ben Kingsley                  | Mahatma Gandhi                        | Gandhi                     | Gandhi                     |             |
| Albert Finney      | George Dunlap                 | Válás előtt                           | Shoot the Moon             |                            |             |
| Richard Gere       | Zack Mayo                     | Garni-zóna                            | An Officer and a Gentleman |                            |             |
| Jack Lemmon        | Ed Horman                     | Eltűntnek nyilvánítva                 | Missing                    |                            |             |
| Paul Newman        | Frank Galvin                  | Az ítélet                             | The Verdict                |                            |             |
| 1983 (41. gála)    |                               |                                       |                            |                            |             |
|                    | Tom Courtenay                 | Norman                                | Az öltöztető               | The Dresser                |             |
| Robert Duvall      | Mac Sledge                    | Az Úr kegyelméből                     | Tender Mercies             |                            |             |
| Tom Conti          | Gowan McGland                 | Reuben, Reuben                        | Reuben, Reuben             |                            |             |
| Richard Farnsworth | Bill Miner                    | Szürke Fox                            | The Grey Fox               |                            |             |
| Albert Finney      | Sir                           | Az öltöztető                          | The Dresser                |                            |             |
| Al Pacino          | Tony Montana                  | A sebhelyesarcú                       | Scarface                   |                            |             |
| Eric Roberts       | Paul Snider                   | Sztár 80 – Egy aktmodell halála       | Star 80                    |                            |             |
| 1984 (42. gála)    |                               |                                       |                            |                            |             |
|                    | F. Murray Abraham             | Antonio Salieri                       | Amadeus                    | Amadeus                    |             |
| Jeff Bridges       | Csillagember ("Scott Hayden") | Csillagember                          | Starman                    |                            |             |
| Albert Finney      | Geoffrey Firmin               | A vulkán alatt                        | Under the Volcano          |                            |             |
| Tom Hulce          | Wolfgang Amadeus Mozart       | Amadeus                               | Amadeus                    |                            |             |
| Sam Waterston      | Sydney Schanberg              | Gyilkos mezők                         | The Killing Fields         |                            |             |
| 1985 (43. gála)    |                               |                                       |                            |                            |             |
|                    | Jon Voight                    | Oscar Manheim                         | Szökevényvonat             | Runaway Train              |             |
| Harrison Ford      | John Book                     | A kis szemtanú                        | Witness                    |                            |             |
| Gene Hackman       | Harry MacKenzie               | Kétszer egy életben                   | Twice in a Lifetime        |                            |             |
| William Hurt       | Luis Molina                   | A pókasszony csókja                   | Kiss of the Spider Woman   |                            |             |
| Raúl Juliá         | Valentin Arregui              | A pókasszony csókja                   | Kiss of the Spider Woman   |                            |             |
| 1986 (44. gála)    |                               |                                       |                            |                            |             |
|                    | Bob Hoskins                   | George                                | Mona Lisa                  | Mona Lisa                  |             |
| Harrison Ford      | Allie Fox                     | A Moszkitó-part                       | The Mosquito Coast         |                            |             |
| Dexter Gordon      | Dale Turner                   | Dzsessz Párizsban                     | Round Midnight             |                            |             |
| William Hurt       | James Leeds                   | Egy kisebb isten gyermekei            | Children of a Lesser God   |                            |             |
| Jeremy Irons       | Gabriel atya                  | A misszió                             | The Mission                |                            |             |
| Paul Newman        | Fast Eddie Felson             | A pénz színe                          | The Color of Money         |                            |             |
| 1987 (45. gála)    |                               |                                       |                            |                            |             |
|                    | Michael Douglas               | Gordon Gekko                          | Tőzsdecápák                | Wall Street                |             |
| John Lone          | Pu Ji császár                 | Az utolsó császár                     | The Last Emperor           |                            |             |
| Jack Nicholson     | Francis Phelan                | Gyomok között                         | Ironweed                   |                            |             |
| Nick Nolte         | Lee Umstetter                 |                                       | Weeds                      |                            |             |
| Denzel Washington  | Steve Biko                    | Kiálts szabadságot                    | Cry Freedom                |                            |             |
| 1988 (46. gála)    |                               |                                       |                            |                            |             |
|                    | Dustin Hoffman                | Raymond Babbitt                       | Esőember                   | Rain Man                   |             |
| Gene Hackman       | Rupert Anderson               | Lángoló Mississippi                   | Mississippi Burning        |                            |             |
| Tom Hulce          | Dominick Luciano              | Dominick és Eugene                    | Dominick and Eugene        |                            |             |
| Edward James Olmos | Jaime Escalante               | Mutasd meg, ki vagy                   | Stand and Deliver          |                            |             |
| Forest Whitaker    | Charlie Parker                | Bird – Charlie Parker élete           | Bird                       |                            |             |
| 1989 (47. gála)    |                               |                                       |                            |                            |             |
|                    | Tom Cruise                    | Ron Kovic                             | Született július 4-én      | Born on the Fourth of July |             |
| Daniel Day-Lewis   | Christy Brown                 | A bal lábam – Christy Brown története | My Left Foot               |                            |             |
| Jack Lemmon        | Jake Tremont                  | Drága papa                            | Dad                        |                            |             |
| Al Pacino          | Frank Keller                  | A szerelem tengere                    | Sea of Love                |                            |             |
| Robin Williams     | John Keating                  | Holt költők társasága                 | Dead Poets Society         |                            |             |

### 1990-es évek
| Év                 | Színész                  | Színész                                      | Szerep                          | Magyar cím               | Eredeti cím         |
| 1990 (48. gála)    |                          |                                              |                                 |                          |                     |
| ------------------ | ------------------------ | -------------------------------------------- | ------------------------------- | ------------------------ | ------------------- |
| 1990 (48. gála)    |                          | Jeremy Irons                                 | Claus von Bülow                 | A szerencse forgandó     | Reversal of Fortune |
| 1990 (48. gála)    | Kevin Costner            | John J. Dunbar hadnagy / Farkasokkal Táncoló | Farkasokkal táncoló             | Dances with Wolves       |                     |
| 1990 (48. gála)    | Richard Harris           | Bull McCabe                                  | A rét                           | The Field                |                     |
| 1990 (48. gála)    | Al Pacino                | Michael Corleone                             | A Keresztapa III.               | The Godfather Part III   |                     |
| 1990 (48. gála)    | Robin Williams           | Dr. Malcolm Sayer                            | Ébredések                       | Awakenings               |                     |
| 1991 (49. gála)    |                          |                                              |                                 |                          |                     |
|                    | Nick Nolte               | Tom Wingo                                    | Hullámok hercege                | The Prince of Tides      |                     |
| Warren Beatty      | Bugsy Siegel             | Bugsy                                        | Bugsy                           |                          |                     |
| Kevin Costner      | Jim Garrison             | JFK – A nyitott dosszié                      | JFK                             |                          |                     |
| Robert De Niro     | Max Cady                 | Cape Fear – A rettegés foka                  | Cape Fear                       |                          |                     |
| Anthony Hopkins    | Dr. Hannibal Lecter      | A bárányok hallgatnak                        | The Silence of the Lambs        |                          |                     |
| 1992 (50. gála)    |                          |                                              |                                 |                          |                     |
|                    | Al Pacino                | Frank Slade alezredes                        | Egy asszony illata              | Scent of a Woman         |                     |
| Tom Cruise         | Daniel Kaffee hadnagy    | Egy becsületbeli ügy                         | A Few Good Men                  |                          |                     |
| Robert Downey Jr.  | Charlie Chaplin          | Chaplin                                      | Chaplin                         |                          |                     |
| Jack Nicholson     | Jimmy Hoffa              | Hoffa                                        | Hoffa                           |                          |                     |
| Denzel Washington  | Malcolm X                | Malcolm X                                    | Malcolm X                       |                          |                     |
| 1993 (51. gála)    |                          |                                              |                                 |                          |                     |
|                    | Tom Hanks                | Andrew Beckett                               | Philadelphia – Az érinthetetlen | Philadelphia             |                     |
| Daniel Day-Lewis   | Gerry Conlon             | Apám nevében                                 | In the Name of the Father       |                          |                     |
| Harrison Ford      | Dr. Richard Kimble       | A szökevény                                  | The Fugitive                    |                          |                     |
| Anthony Hopkins    | James Stevens            | Napok romjai                                 | The Remains of the Day          |                          |                     |
| Liam Neeson        | Oskar Schindler          | Schindler listája                            | Schindler's List                |                          |                     |
| 1994 (52. gála)    |                          |                                              |                                 |                          |                     |
|                    | Tom Hanks                | Forrest Gump                                 | Forrest Gump                    | Forrest Gump             |                     |
| Morgan Freeman     | Ellis Boyd "Red" Redding | A remény rabjai                              | The Shawshank Redemption        |                          |                     |
| Paul Newman        | Donald "Sully" Sullivan  | Senki bolondja                               | Nobody's Fool                   |                          |                     |
| Brad Pitt          | Tristan Ludlow           | Szenvedélyek viharában                       | Legends of the Fall             |                          |                     |
| John Travolta      | Vincent Vega             | Ponyvaregény                                 | Pulp Fiction                    |                          |                     |
| 1995 (53. gála)    |                          |                                              |                                 |                          |                     |
|                    | Nicolas Cage             | Ben Sanderson                                | Las Vegas, végállomás           | Leaving Las Vegas        |                     |
| Richard Dreyfuss   | Glenn Holland            | Csendszimfónia                               | Mr. Holland's Opus              |                          |                     |
| Anthony Hopkins    | Richard Nixon            | Nixon                                        | Nixon                           |                          |                     |
| Ian McKellen       | III. Richárd király      | III. Richárd                                 | Richard III                     |                          |                     |
| Sean Penn          | Matthew Poncelet         | Ments meg, Uram!                             | Dead Man Walking                |                          |                     |
| 1996 (54. gála)    |                          |                                              |                                 |                          |                     |
|                    | Geoffrey Rush            | David Helfgott                               | Ragyogj!                        | Shine                    |                     |
| Ralph Fiennes      | Almásy László            | Az angol beteg                               | The English Patient             |                          |                     |
| Mel Gibson         | Tom Mullen               | Váltságdíj                                   | Ransom                          |                          |                     |
| Woody Harrelson    | Larry Flynt              | Larry Flynt, a provokátor                    | The People vs. Larry Flynt      |                          |                     |
| Liam Neeson        | Michael Collins          | Michael Collins                              | Michael Collins                 |                          |                     |
| 1997 (55. gála)    |                          |                                              |                                 |                          |                     |
|                    | Peter Fonda              | Ulee Jackson                                 | Ulee aranya                     | Ulee's Gold              |                     |
| Matt Damon         | Will Hunting             | Good Will Hunting                            | Good Will Hunting               |                          |                     |
| Daniel Day-Lewis   | Danny Flynn              | A bunyós                                     | The Boxer                       |                          |                     |
| Leonardo DiCaprio  | Jack Dawson              | Titanic                                      | Titanic                         |                          |                     |
| Djimon Hounsou     | Joseph Cinqué            | Amistad                                      | Amistad                         |                          |                     |
| 1998 (56. gála)    |                          |                                              |                                 |                          |                     |
|                    | Jim Carrey               | Truman Burbank                               | Truman Show                     | The Truman Show          |                     |
| Stephen Fry        | Oscar Wilde              | Oscar Wilde szerelmei                        | Wilde                           |                          |                     |
| Tom Hanks          | John H. Miller százados  | Ryan közlegény megmentése                    | Saving Private Ryan             |                          |                     |
| Ian McKellen       | James Whale              | Érzelmek tengerében                          | Gods and Monsters               |                          |                     |
| Nick Nolte         | Wade Whitehouse          | Kisvárosi gyilkosság                         | Affliction                      |                          |                     |
| 1999 (57. gála)    |                          |                                              |                                 |                          |                     |
|                    | Denzel Washington        | Hurrikán                                     | The Hurricane                   | Rubin "Hurricane" Carter |                     |
| Russell Crowe      | Jeffrey Wigand           | A bennfentes                                 | The Insider                     |                          |                     |
| Matt Damon         | Tom Ripley               | A tehetséges Mr. Ripley                      | The Talented Mr. Ripley         |                          |                     |
| Richard Farnsworth | Alvin Straight           | Straight Story – Igaz történet               | The Straight Story              |                          |                     |
| Kevin Spacey       | Lester Burnham           | Amerikai szépség                             | American Beauty                 |                          |                     |

### 2000-es évek
| Év                 | Színész                         | Színész                                   | Szerep                                          | Magyar cím                | Eredeti cím |
| 2000 (58. gála)    |                                 |                                           |                                                 |                           |             |
| ------------------ | ------------------------------- | ----------------------------------------- | ----------------------------------------------- | ------------------------- | ----------- |
| 2000 (58. gála)    |                                 | Tom Hanks                                 | Chuck Noland                                    | Számkivetett              | Cast Away   |
| 2000 (58. gála)    | Javier Bardem                   | Reinaldo Arenas                           | Mielőtt leszáll az éj                           | Before Night Falls        |             |
| 2000 (58. gála)    | Russell Crowe                   | Maximus Decimus Meridius                  | Gladiátor                                       | Gladiator                 |             |
| 2000 (58. gála)    | Michael Douglas                 | Grady Tripp                               | Wonder Boys – Pokoli hétvége                    | Wonder Boys               |             |
| 2000 (58. gála)    | Geoffrey Rush                   | De Sade márki                             | Sade márki játékai                              | Quills                    |             |
| 2001 (59. gála)    |                                 |                                           |                                                 |                           |             |
|                    | Russell Crowe                   | John Forbes Nash                          | Egy csodálatos elme                             | A Beautiful Mind          |             |
| Will Smith         | Muhammad Ali                    | Ali                                       | Ali                                             |                           |             |
| Kevin Spacey       | Quoyle                          | Kikötői hírek                             | The Shipping News                               |                           |             |
| Billy Bob Thornton | Ed Crane                        | Az ember, aki ott se volt                 | The Man Who Wasn't There                        |                           |             |
| Denzel Washington  | Alonzo Harris nyomozó           | Kiképzés                                  | Training Day                                    |                           |             |
| 2002 (60. gála)    |                                 |                                           |                                                 |                           |             |
|                    | Jack Nicholson                  | Warren R. Schmidt                         | Schmidt története                               | About Schmidt             |             |
| Adrien Brody       | Władysław Szpilman              | A zongorista                              | The Pianist                                     |                           |             |
| Michael Caine      | Thomas Fowler                   | A csendes amerikai                        | The Quiet American                              |                           |             |
| Daniel Day-Lewis   | William "Bill a hentes" Cutting | New York bandái                           | Gangs of New York                               |                           |             |
| Leonardo DiCaprio  | Frank Abagnale                  | Kapj el, ha tudsz                         | Catch Me If You Can                             |                           |             |
| 2003 (61. gála)    |                                 |                                           |                                                 |                           |             |
|                    | Sean Penn                       | Jimmy Markum                              | Titokzatos folyó                                | Mystic River              |             |
| Russell Crowe      | Jack Aubrey kapitány            | Kapitány és katona: A világ túlsó oldalán | Master and Commander: The Far Side of the World |                           |             |
| Tom Cruise         | Nathan Algren kapitány          | Az utolsó szamuráj                        | The Last Samurai                                |                           |             |
| Ben Kingsley       | Massoud Behrani                 | Ház a ködben                              | House of Sand and Fog                           |                           |             |
| Jude Law           | W. P. Inman                     | Hideghegy                                 | Cold Mountain                                   |                           |             |
| 2004 (62. gála)    |                                 |                                           |                                                 |                           |             |
|                    | Leonardo DiCaprio               | Aviátor                                   | Howard Hughes                                   | The Aviator               |             |
| Javier Bardem      | Ramón Sampedro                  | A belső tenger                            | The Sea Inside                                  |                           |             |
| Don Cheadle        | Paul Rusesabagina               | Hotel Ruanda                              | Hotel Rwanda                                    |                           |             |
| Johnny Depp        | J. M. Barrie                    | Én, Pán Péter                             | Finding Neverland                               |                           |             |
| Liam Neeson        | Alfred Kinsey                   | Kinsey                                    | Kinsey                                          |                           |             |
| 2005 (63. gála)    |                                 |                                           |                                                 |                           |             |
|                    | Philip Seymour Hoffman          | Truman Capote                             | Capote                                          | Capote                    |             |
| Russell Crowe      | James J. Braddock               | A remény bajnoka                          | Cinderella Man                                  |                           |             |
| Terrence Howard    | DJay                            | Nyomulj és nyerj!                         | Hustle & Flow                                   |                           |             |
| Heath Ledger       | Ennis Del Mar                   | Brokeback Mountain – Túl a barátságon     | Brokeback Mountain                              |                           |             |
| David Strathairn   | Edward R. Murrow                | Jó estét, jó szerencsét!                  | Good Night, and Good Luck                       |                           |             |
| 2006 (64. gála)    |                                 |                                           |                                                 |                           |             |
|                    | Forest Whitaker                 | Idi Amin                                  | Az utolsó skót király                           | The Last King of Scotland |             |
| Leonardo DiCaprio  | William "Billy" Costigan, Jr.   | A tégla                                   | The Departed                                    |                           |             |
| Leonardo DiCaprio  | Danny Archer                    | Véres gyémánt                             | Blood Diamond                                   |                           |             |
| Peter O’Toole      | Maurice Russell                 | Vénusz                                    | Venus                                           |                           |             |
| Will Smith         | Chris Gardner                   | A boldogság nyomában                      | The Pursuit of Happyness                        |                           |             |
| 2007 (65. gála)    |                                 |                                           |                                                 |                           |             |
|                    | Daniel Day-Lewis                | Daniel Plainview                          | Vérző olaj                                      | There Will Be Blood       |             |
| George Clooney     | Michael Clayton                 | Michael Clayton                           | Michael Clayton                                 |                           |             |
| James McAvoy       | Robbie Turner                   | Vágy és vezeklés                          | Atonement                                       |                           |             |
| Viggo Mortensen    | Nyikolaj Luzsin                 | Eastern Promises – Gyilkos ígéretek       | Eastern Promises                                |                           |             |
| Denzel Washington  | Frank Lucas                     | Amerikai gengszter                        | American Gangster                               |                           |             |
| 2008 (66. gála)    |                                 |                                           |                                                 |                           |             |
|                    | Mickey Rourke                   | Randy "The Ram" Robinson                  | A pankrátor                                     | The Wrestler              |             |
| Leonardo DiCaprio  | Frank Wheeler                   | A szabadság útjai                         | Revolutionary Road                              |                           |             |
| Frank Langella     | Richard Nixon                   | Frost/Nixon                               | Frost/Nixon                                     |                           |             |
| Sean Penn          | Harvey Milk                     | Milk                                      | Milk                                            |                           |             |
| Brad Pitt          | Benjamin Button                 | Benjamin Button különös élete             | The Curious Case of Benjamin Button             |                           |             |
| 2009 (67. gála)    |                                 |                                           |                                                 |                           |             |
|                    | Jeff Bridges                    | Otis "Bad" Blake                          | Őrült szív                                      | Crazy Heart               |             |
| George Clooney     | Ryan Bingham                    | Egek ura                                  | Up in the Air                                   |                           |             |
| Colin Firth        | George Falconer                 | Egy egyedülálló férfi                     | A Single Man                                    |                           |             |
| Morgan Freeman     | Nelson Mandela                  | Invictus – A legyőzhetetlen               | Invictus                                        |                           |             |
| Tobey Maguire      | Sam Cahill kapitány             | Testvérek                                 | Brothers                                        |                           |             |

### 2010-es évek
| Év                    | Színész                       | Színész                             | Szerep                            | Magyar cím               | Eredeti cím       |
| 2010 (68. gála)       |                               |                                     |                                   |                          |                   |
| --------------------- | ----------------------------- | ----------------------------------- | --------------------------------- | ------------------------ | ----------------- |
| 2010 (68. gála)       |                               | Colin Firth                         | VI. György király                 | A király beszéde         | The King's Speech |
| 2010 (68. gála)       | Jesse Eisenberg               | Mark Zuckerberg                     | Social Network – A közösségi háló | The Social Network       |                   |
| 2010 (68. gála)       | James Franco                  | Aron Ralston                        | 127 óra                           | 127 Hours                |                   |
| 2010 (68. gála)       | Ryan Gosling                  | Dean Pereira                        | Blue Valentine                    | Blue Valentine           |                   |
| 2010 (68. gála)       | Mark Wahlberg                 | Micky Ward                          | A harcos                          | The Fighter              |                   |
| 2011 (69. gála)       |                               |                                     |                                   |                          |                   |
|                       | George Clooney                | Matt King                           | Utódok                            | The Descendants          |                   |
| Leonardo DiCaprio     | J. Edgar Hoover               | J. Edgar – Az FBI embere            | J. Edgar                          |                          |                   |
| Michael Fassbender    | Brandon Sullivan              | A szégyentelen                      | Shame                             |                          |                   |
| Ryan Gosling          | Stephen Meyers                | A hatalom árnyékában                | The Ides of March                 |                          |                   |
| Brad Pitt             | Billy Beane                   | Pénzcsináló                         | Moneyball                         |                          |                   |
| 2012 (70. gála)       |                               |                                     |                                   |                          |                   |
|                       | Daniel Day-Lewis              | Abraham Lincoln                     | Lincoln                           | Lincoln                  |                   |
| Richard Gere          | Robert Miller                 | Végzetes hazugságok                 | Arbitrage                         |                          |                   |
| John Hawkes           | Mark O’Brien                  | A kezelés                           | The Sessions                      |                          |                   |
| Joaquin Phoenix       | Freddie Quell                 | The Master                          | The Master                        |                          |                   |
| Denzel Washington     | William "Whip" Whitaker, Sr.  | Kényszerleszállás                   | Flight                            |                          |                   |
| 2013 (71. gála)       |                               |                                     |                                   |                          |                   |
|                       | Matthew McConaughey           | Ron Woodroof                        | Mielőtt meghaltam                 | Dallas Buyers Club       |                   |
| Chiwetel Ejiofor      | Solomon Northup               | 12 év rabszolgaság                  | 12 Years a Slave                  |                          |                   |
| Idris Elba            | Nelson Mandela                | Mandela: Hosszú út a szabadságig    | Mandela: Long Walk to Freedom     |                          |                   |
| Tom Hanks             | Richard Phillips              | Phillips kapitány                   | Captain Phillips                  |                          |                   |
| Robert Redford        | névtelen férfi                | Minden odavan                       | All Is Lost                       |                          |                   |
| 2014 (72. gála)       |                               |                                     |                                   |                          |                   |
|                       | Eddie Redmayne                | Stephen Hawking                     | A mindenség elmélete              | The Theory of Everything |                   |
| Steve Carell          | John du Pont                  | Foxcatcher                          | Foxcatcher                        |                          |                   |
| Benedict Cumberbatch  | Alan Turing                   | Kódjátszma                          | The Imitation Game                |                          |                   |
| Jake Gyllenhaal       | Louis "Lou" Bloom             | Éjjeli féreg                        | Nightcrawler                      |                          |                   |
| David Oyelowo         | Martin Luther King Jr.        | Selma                               | Selma                             |                          |                   |
| 2015 (73. gála)       |                               |                                     |                                   |                          |                   |
|                       | Leonardo DiCaprio             | Hugh Glass                          | A visszatérő                      | The Revenant             |                   |
| Bryan Cranston        | Dalton Trumbo                 | Trumbo                              | Trumbo                            |                          |                   |
| Michael Fassbender    | Steve Jobs                    | Steve Jobs                          | Steve Jobs                        |                          |                   |
| Eddie Redmayne        | Lili Elbe                     | A dán lány                          | The Danish Girl                   |                          |                   |
| Will Smith            | Dr. Bennet Omalu              | Sérülés                             | Concussion                        |                          |                   |
| 2016 (74. gála)       |                               |                                     |                                   |                          |                   |
|                       | Casey Affleck                 | Lee Chandler                        | A régi város                      | Manchester by the Sea    |                   |
| Joel Edgerton         | Richard Loving                | Loving                              | Loving                            |                          |                   |
| Andrew Garfield       | Desmond T. Doss               | A fegyvertelen katona               | Hacksaw Ridge                     |                          |                   |
| Viggo Mortensen       | Ben Cash                      | Captain Fantastic                   | Captain Fantastic                 |                          |                   |
| Denzel Washington     | Troy Maxson                   | Kerítések                           | Fences                            |                          |                   |
| 2017 (75. gála)       |                               |                                     |                                   |                          |                   |
|                       | Gary Oldman                   | Winston Churchill                   | A legsötétebb óra                 | Darkest Hour             |                   |
| Timothée Chalamet     | Elio Perlman                  | Szólíts a neveden                   | Call Me by Your Name              |                          |                   |
| Daniel Day-Lewis      | Reynolds Woodcock             | Fantomszál                          | Phantom Thread                    |                          |                   |
| Tom Hanks             | Ben Bradlee                   | A Pentagon titkai                   | The Post                          |                          |                   |
| Denzel Washington     | Roman J. Israel               | A jogdoktor                         | Roman J. Israel, Esq.             |                          |                   |
| 2018 (76. gála)       |                               |                                     |                                   |                          |                   |
|                       | Rami Malek                    | Freddie Mercury                     | Bohém rapszódia                   | Bohemian Rhapsody        |                   |
| Bradley Cooper        | Jackson Maine                 | Csillag születik                    | A Star Is Born                    |                          |                   |
| Willem Dafoe          | Vincent van Gogh              | Van Gogh az örökkévalóság kapujában | At Eternity's Gate                |                          |                   |
| Lucas Hedges          | Jared Eamons                  | Eltörölt fiú                        | Boy Erased                        |                          |                   |
| John David Washington | Ron Stallworth                | Csuklyások – BlacKkKlansman         | BlacKkKlansman                    |                          |                   |
| 2019 (77. gála)       |                               |                                     |                                   |                          |                   |
|                       | Joaquin Phoenix               | Arthur Fleck / Joker                | Joker                             | Joker                    |                   |
| Christian Bale        | Ken Miles                     | Az aszfalt királyai                 | Ford v. Ferrari                   |                          |                   |
| Antonio Banderas      | Salvador Mallo                | Fájdalom és dicsőség                | Pain and Glory                    |                          |                   |
| Adam Driver           | Charlie Barber                | Házassági történet                  | Marriage Story                    |                          |                   |
| Jonathan Pryce        | Jorge Mario Bergoglio bíboros | A két pápa                          | The Two Popes                     |                          |                   |

### 2020-as évek
| Év                   | Színész                   | Színész                         | Szerep                     | Magyar cím                      | Eredeti cím              |
| 2020 (78. gála)      |                           |                                 |                            |                                 |                          |
| -------------------- | ------------------------- | ------------------------------- | -------------------------- | ------------------------------- | ------------------------ |
| 2020 (78. gála)      |                           | Chadwick Boseman (posztumusz)   | Levee Green                | Ma Rainey: A blues nagyasszonya | Ma Rainey's Black Bottom |
| 2020 (78. gála)      | Riz Ahmed                 | Ruben Stone                     | A metál csendje            | Sound of Metal                  |                          |
| 2020 (78. gála)      | Anthony Hopkins           | Anthony                         | Az apa                     | The Father                      |                          |
| 2020 (78. gála)      | Gary Oldman               | Herman J. Mankiewicz            | Mank                       | Mank                            |                          |
| 2020 (78. gála)      | Tahar Rahim               | Mohamedou Ould Salahi           | A mauritániai              | The Mauritanian                 |                          |
| 2021 (79. gála)      |                           |                                 |                            |                                 |                          |
|                      | Will Smith                | Richard Williams                | Richard király             | King Richard                    |                          |
| Mahershala Ali       | Cameron Turner            | Hattyúdal                       | Swan Song                  |                                 |                          |
| Javier Bardem        | Desi Arnaz                | Az élet Ricardóéknál            | Being the Ricardos         |                                 |                          |
| Benedict Cumberbatch | Phil Burbank              | A kutya karmai közt             | The Power of the Dog       |                                 |                          |
| Denzel Washington    | Lord Macbeth              | Macbeth tragédiája              | The Tragedy of Macbeth     |                                 |                          |
| 2022 (80. gála)      |                           |                                 |                            |                                 |                          |
|                      | Austin Butler             | Elvis Presley                   | Elvis                      | Elvis                           |                          |
| Brendan Fraser       | Charlie                   | A bálna                         | The Whale                  |                                 |                          |
| Hugh Jackman         | Peter Miller              | A fiú sorsa                     | The Son                    |                                 |                          |
| Bill Nighy           | Mr. Williams              | Élj!                            | Living                     |                                 |                          |
| Jeremy Pope          | Ellis French              |                                 | The Inspection             |                                 |                          |
| 2023 (81. gála)      |                           |                                 |                            |                                 |                          |
|                      | Cillian Murphy            | Robert Oppenheimer              | Oppenheimer                | Oppenheimer                     |                          |
| Bradley Cooper       | Leonard Bernstein         | Maestro                         | Maestro                    |                                 |                          |
| Leonardo DiCaprio    | Ernest Burkhart           | Megfojtott virágok              | Killers of the Flower Moon |                                 |                          |
| Colman Domingo       | Bayard Rustin             | Rustin                          | Rustin                     |                                 |                          |
| Barry Keoghan        | Oliver Quick              | Saltburn                        | Saltburn                   |                                 |                          |
| Andrew Scott         | Adam                      | Mind idegenek vagyunk           | All of Us Strangers        |                                 |                          |
| 2024 (82. gála)      |                           |                                 |                            |                                 |                          |
|                      | Adrien Brody              | László Tóth                     | A brutalista               | The Brutalist                   |                          |
| Timothée Chalamet    | Bob Dylan                 | Sehol se otthon                 | A Complete Unknown         |                                 |                          |
| Daniel Craig         | William Lee               | Queer                           | Queer                      |                                 |                          |
| Colman Domingo       | John "Divine G" Whitfield | Sing Sing                       | Sing Sing                  |                                 |                          |
| Ralph Fiennes        | Thomas Lawrence bíboros   | Konklávé                        | Conclave                   |                                 |                          |
| Sebastian Stan       | Donald Trump              | The Apprentice – A Trump-sztori | The Apprentice             |                                 |                          |

## Rekordok
| Statisztika                | Név            | Díj / Jelölés | Év                                                           |
| -------------------------- | -------------- | ------------- | ------------------------------------------------------------ |
| Legtöbb díj                | Jack Nicholson | 3 / 8         | 1975, 1976, 2003                                             |
| Legtöbb díj                | Tom Hanks      | 3 / 6         | 1994, 1995, 2001                                             |
| Legtöbb jelölés            | Al Pacino      | 2 / 10        | 1973, 1974*, 1975, 1976, 1978, 1980, 1984, 1990, 1991, 1993* |
| Legtöbb jelölés díj nélkül | Paul Newman    | 0 / 7         | 1962, 1963, 1964, 1968, 1983, 1987, 1995                     |

* A legtöbb jelölésnél a csillaggal jelölt évszám azt jelzi, hogy a színész a díjat is elnyerte.

### Többszörös győzelmek
| 3 győzelem - Tom Hanks - Jack Nicholson | 2 győzelem - Marlon Brando - Daniel Day-Lewis - Leonardo DiCaprio - Dustin Hoffman - Peter O’Toole - Al Pacino - Gregory Peck - Jon Voight |

### Többszörös jelölések
| 10 jelölés - Al Pacino 9 jelölés - Leonardo DiCaprio - Denzel Washington 8 jelölés - Jack Nicholson 7 jelölés - Daniel Day-Lewis - Paul Newman 6 jelölés - Tom Hanks - Jack Lemmon | 5 jelölés - Richard Burton - Russell Crowe - Gene Hackman - Dustin Hoffman - Anthony Hopkins - Peter O’Toole - Gregory Peck - Sidney Poitier - Jon Voight | 4 jelölés - Warren Beatty - Marlon Brando - Robert De Niro - Burt Lancaster - Will Smith - Spencer Tracy | 3 jelölés - Javier Bardem - Michael Caine - George Clooney - Tom Cruise - Albert Finney - Harrison Ford - Fredric March - Steve McQueen - Liam Neeson - Nick Nolte - Laurence Olivier - Sean Penn - Brad Pitt - George C. Scott |